# Dobrá manželka (Simpsonovi)
Dobrá manželka (v anglickém originále The Food Wife) je 5. díl 23. řady (celkem 491.) amerického animovaného seriálu Simpsonovi. Scénář napsal Matt Selman a díl režíroval Timothy Bailey. V USA měl premiéru dne 13. listopadu 2011 na stanici Fox Broadcasting Company a v Česku byl poprvé vysílán 10. května 2012 na stanici Prima Cool.

## Děj
Homer vezme Barta a Lízu v den zábavné soboty na konferenci videoher. Po návratu domů se Marge cítí naštvaná, že Homer může být „zábavný táta“, zatímco ona musí dělat s dětmi nezajímavé věci. Příští sobotu se rozhodne vzít Barta a Lízu na konferenci „X-Games“ v domnění, že to bude něco zábavného. Když však dorazí na místo, zklamaně zjistí, že se jedná o křesťanskou akci a skutečný název srazu je „† Games“. Cestou zpět jsou z důvodu problémů s autem nuceni zastavit ve čtvrti Malá Etiopie, kde trojice zajde do restaurace, kde se podává etiopské jídlo. Ačkoli má Marge zpočátku k exotickému jídlu odpor, připomene si, že chce být zábavnou mámou, a proto si pro sebe a své děti vyžádá co nejpůvodnější pokrm z jídelního lístku. Všichni tři si na jídle pochutnají a připojí se k nim skupinka gurmánů, kteří si vyprávějí anekdoty o svých kulinářských dobrodružstvích. Poté, co se neúspěšně pokusí přesvědčit odolávajícího a obžerného Homera, aby ochutnal jejich etiopské jídlo s sebou, založí Marge, Bart a Líza vlastní blog o jídle „Tři šmakutýři“. Blog se rychle stane populárním a všichni tři spolu tráví mnoho času zkoušením nových jídel a psaním o nich.
Když trojice dostane pozvánku do exkluzivní restaurace molekulární gastronomie El Chemistri, Homer se zlobí, že ho vynechali. Marge ho ze soucitu pozve a on má v plánu získat zpět svůj titul „zábavný táta“, čímž Marge zanechá obavy, že ztratí své nové pouto s dětmi. V jednom z jejích snů té noci spolu s dětmi zkouší nové jídlo s šéfkuchařem Anthonym Bourdainem. Homer, Bart, Líza, Bourdain a další slavní kuchaři, kteří se objevili, například Mario Batali, pak od Marge odskočí na gymnastických míčích a nechají ji samotnou. Poté se vedle ní objeví Gordon Ramsay a řekne jí, že Homera neměla zvát. Druhý den dá Marge Homerovi schválně špatnou adresu restaurace.
Když Marge s dětmi dorazí do El Chemistri, Homer nevědomky přijde do nelegální varny pervitinu, o které si myslí, že je to skutečná restaurace. Setkává se s dealerem pervitinu a dalšími narkomany, o nichž se domnívá, že jsou to food hipsteři. Právě když se chystá ochutnat pervitin (o kterém si myslí, že je to jídlo vyrobené pomocí molekulární gastronomie), vtrhne dovnitř policie a mezi ní a narkomany dojde k přestřelce. Zatímco trojice jí své jídlo (dekonstruovaný salát Caesar a miniaturní vepřové kotlety) s ostatními gurmány v El Chemistri, Marge se cítí provinile, že Homera špatně nasměrovala, a dostane od něj v panice hlasovou zprávu s žádostí o pomoc. Poté, co neúspěšně požádá ostatní, aby jí pomohli zachránit manžela, se ona, Bart a Líza vydávají sami směrem k metamfetaminové laboratoři. Po příchodu Marge hodí jablečný koláč z pytlíku do úst dealera pervitinu, což způsobí vzpomínku na jeho dětství, kdy mu jeho matka pekla koláč s jablky. S pomocí tohoto rozptýlení ho policie zkrotí. Poté, co se Marge Homerovi omluví, se s dětmi rozhodnou, že se odteď budou bavit společně jako celá rodina. V Krustylandu dá Homer dětem 50 dolarů, aby se mohly bavit, a rozhodne se trávit čas s Marge.

## Produkce
Díl napsal vedoucí producent seriálu Simpsonovi Matt Selman. Proces psaní začal přibližně v září 2010. Podle Selmana se epizoda točí hlavně kolem Homera a Marge, kteří soupeří o to, kdo je Bartem a Lízou vnímán jako zábavnější, což je situace, se kterou se podle něj mohou rodiče ztotožnit i v reálném životě. Díl se také hodně zaměřuje na blogy o jídle. Selman v rozhovoru pro publikaci Grub Street časopisu New York řekl, že foodie kultura je „prostě svět, který mi vždycky připadal zábavný a fascinující. Myšlenka jídla nejen jako něčeho, co vás baví jíst, ale jako něčeho, co vás tak baví, že se tím tak trochu chlubíte. ‚Já jsem ten, kdo objevil tuhle konkrétní restauraci s korejskou polévkou z vepřové krkovice‘ a můžete to tak trochu prohlásit za své. Blogování prostě podporuje tento druh teritoriálního prvku, který mi vždycky připadal vtipný. A když píšu epizody Simpsonových, snažím se začít světem, který považuji za vtipný, a přemýšlím: ‚Jaký dobrý příběh můžeme v tomto světě vyprávět s použitím postav, které máme?‘.“
Selman o sobě prohlásil, že je „tak trochu gurmán“, že jídlo má neustále na mysli a že obzvlášť rád čte recenze food kritika Jonathana Golda v LA Weekly. Pro food blog Squid Ink v LA Weekly řekl, že má rád gurmány, přestože si z nich v tomto dílu dělá legraci. Vyjádřil se, že v pořadu často „vzal něco, co mám rád, našel na tom jednu malou divnou, špatnou věc a navážel se do ní“, přičemž jako příklad uvedl jídlo a napsal: „Můžete si z nich dělat legraci, že jsou domýšliví, snobští nebo že je jídlo nebaví. To, že si raději něco vyfotíte, než abyste to ochutnali, je zábavná nuance tohoto fenoménu. Z gurmánů si tak trochu děláme legraci, ale ve skutečnosti je máme rádi.“.
Selman byl s konečným výsledkem epizody spokojen. V rozhovoru pro Grub Street poznamenal, že to, že Marge začne blogovat o jídle, „nezní ve své podstatě vzrušujícím způsobem, ale samotná epizoda je vlastně velmi vzrušující a já jsem super nadšený z toho, jak to dopadlo“. Selman považuje za silnou stránku dílu skutečnost, že navzdory Homerově lásce k jídlu není Homer tím, kdo se stane gurmánem, jak by se dalo očekávat. Vysvětlil to tím, že Homer sice rád jí, ale „je to takový ten modrý límeček, který nemá rád cizí jídlo, divné jídlo, vychutnávání jídla, intelektualizaci jídla, blogování o něm, fotografování – chce se prostě pořád cpát“.

### Kulturní odkazy
Selman chtěl do epizody zahrnout věci, „o kterých by měli tušení jen opravdu zarytí gurmáni. Bylo to jako milostný dopis gurmánské kultuře.“ Mezi odkazy na jídlo, které se v dílu objevily, patří vtipy o omáčce Sriracha a vaření sous-vide, odkazy na šéfkuchaře Wylieho Dufresna, Franka Bruniho a Ruth Reichlovou, zmínka o vietnamské polévce phở a o tom, jak ji správně vyslovit, a zařazení majitele El Chemistri, jenž vychází ze španělského šéfkuchaře José Andrése (známého používáním molekulární gastronomie). Selman poznamenal, že jídlo vyrobené pomocí molekulární gastronomie „se docela dobře hodí do komedie. V El Chemistri je například pokrm, který se jmenuje Regret. Číšník se při jeho podávání rozpláče do polévky. Lidská slza je závěrečnou ingrediencí.“ V epizodě se objevuje i fiktivní postava švédského šéfkuchaře a scéna, kdy si dealer pervitinu po snědení jablečného koláče vzpomene na dětství, je odkazem na film Ratatouille od Pixaru, který napsal a režíroval bývalý konzultant Simpsonových Brad Bird.
Kromě kultury jídla Dobrá manželka paroduje videoherní průmysl a odkazuje na hry jako God of War, Assassin's Creed, Half-Life, BioShock, Call of Duty, Dig Dug, Driver: San Francisco, Halo, Lego Harry Potter: Years 1–4, Lego Star Wars, Medal of Honor, Madden NFL, Q*bert, Resident Evil: Revelations, Shaun White Snowboarding a Rayman Origins. Kromě toho také odkazuje na film WarGames a videoherní společnost Protovision. V dílu Homer, Bart a Líza navštíví kongres videoher s názvem Expensive Electronic Entertainment Expo, což je odkaz na Electronic Entertainment Expo, které každoročně ve Spojených státech pořádá Entertainment Software Association. Rodina tak poprvé v Simpsonových navštívila kongres videoher. Selman a další členové štábu seriálu již dříve navštívili E3 během vydávání videoher Simpsonových, například The Simpsons Game. 11. listopadu 2011 Selman při vystoupení v GameTrailers TV s Geoffem Keighleym poznamenal: „Byli jsme na tolika (E3) a byli jsme postrkováni a klepáni a viděli jsme tolik PR lidí (mluvit) o tom, jak těžká byla práce na jejich hře. Viděli jsme, jak drahé je jídlo a jak je to praštěné, a ty blogery a fotky a prostě ty zvuky. (…) Museli jsme to udělat na výstavě.“.
V dílu se Homer a jeho děti chtějí podívat na představení nové konzole Funtendo s názvem Zii Zu, což je odkaz na konzoli Wii U od společnosti Nintendo. Když se s dětmi prodírají přeplněným kongresem, obrazovka se očima Homera změní na střílečku z první osoby. Jako zbraně používá frisbee a hasicí přístroj, aby se dostal vpřed. Podle Selmana inspirací pro tento scénář byl fakt, že „pokud jste byli na E3, víte, že je to šílené, je to super přeplněné, je to superhlučné a procházka skrz to je jako videohra, jako noční můra videohry z první osoby bloggerů a nerdů. Prostě se chcete dostat k tomu, k čemu se chcete dostat.“

### Hosté
Tim Heidecker a Eric Wareheim, hvězdy a tvůrci amerického skečového komediálního seriálu Tim and Eric Awesome Show, Great Job!, si v epizodě zahráli gurmány Amuse Bruse a Foise Gartha. Tyto dvě postavy patří mezi gurmány, které Marge, Bart a Líza potkají v etiopské restauraci. V dílu rýmují hiphopovou píseň, jež je podle Selmana „celá vychloubačná o tom, jak jste jako foodie úžasní a cool“. Dvojice ji napsala společně a byla inspirována písní „Empire State of Mind“. Selman se vyjádřil, že „v animovaných seriálech, kdykoli se snažíte ukázat lidi, jak se baví tím, že dělají svou novou věc (v tomto případě Marge a děti vytvářejí obsah pro svůj blog), stane se z toho tak trochu nudná montáž. A my jsme v Simpsonových za 25 let udělali tolik montáží, že si říkáme, bože, už žádné další montáže. (…) Tak jsme si řekli: ‚Proč neudělat hloupou rapovou písničku?‘. Rapování je ze své podstaty chlubivé a být gurmánem je něco, co je ze své podstaty chlubivé. Je to jako chlubivost, která tyto věci spojuje. Takže Tim a Eric v pořadu předvedou rapovou píseň o jídle – extrémně hloupou rapovou píseň, jejíž název je záměrně hloupý: ‚Blogování na blogu o jídle.‘.“
- Anthony Bourdain
- Gordon Ramsay
- Mario Batali

V dílu hostoval americký šéfkuchař Anthony Bourdain, který si zahrál sám sebe. Selman ho v pořadu chtěl, protože je jeho velkým fanouškem a myslí si, že by si ho Marge oblíbila. Bourdainovo vystoupení bylo zkráceno, protože epizoda byla nakonec příliš dlouhá, a v důsledku toho jeho „postava drsňáka není plně prozkoumána,“ řekl Selman pro Squid Ink. Kromě Bourdaina v dílu hostují kuchaři a mediální osobnosti Gordon Ramsay a Mario Batali jako oni sami. Všichni tito tři se objeví v Margině snu. Na otázku Digital Spy ohledně svého vystoupení Ramsay řekl: „Vyrostl jsem na Simpsonových a líbí se mi, že jsou to gurmáni,“ a zažertoval: „Proboha, musel jsem Marge slíbit místo v MasterChefovi, abych se do toho zatraceného pořadu dostal!“. Selman by si přál, aby Batalimu mohl dát víc než jednu repliku, ale přiznal, že „do 21minutového pořadu se prostě nevejde všechno“.

## Přijetí
Epizoda byla původně vysílána 13. listopadu 2011 na stanici Fox ve Spojených státech. Během tohoto vysílání ji sledovalo přibližně 7,5 milionu diváků. V demografické skupině dospělých ve věku 18–49 let epizoda získala rating 3,4 dle Nielsenu (o 5 % méně než předchozí díl) a 8% podíl. Simpsonovi se ten večer stali nejlépe hodnoceným pořadem v rámci bloku Animation Domination stanice Fox, a to jak z hlediska celkové sledovanosti, tak v demografické skupině 18–49. Skončili tak před novými epizodami seriálů Griffinovi a Americký táta. V týdnu od 7. do 13. listopadu skončila Dobrá manželka na 17. místě ve sledovanosti mezi všemi pořady v hlavním vysílacím čase v demografické skupině 18–49 let.

### Kritické recenze
Po odvysílání díl získal od televizních kritiků převážně pozitivní hodnocení. Josh Harrison z Ology mu udělil hodnocení 8 z 10 i a napsal: „Musíte milovat tyto epizody Simpsonových, které opravdu pronikají do srdce subkultury. Potápějíc se po hlavě do světa gurmánů a foodblogerů (po zábavné geekovské zastávce na videoherním veletrhu), Dobrá manželka šlehá gurmánské diety a zároveň poukazuje na velmi reálný problém mezi Homerem a Marge.“. Na závěr uvedl, že díl je „rozhodně švihem na branku a myslím, že se naprosto trefuje do černého“. Scény na videoherním veletrhu pochválil i Anthony Severino z Game Revolution, jenž poznamenal, že scenáristé „se trefili do černého. Všechno od masivních displejů, dlouhých front, a dokonce i vzhled losangeleského kongresového centra bylo na místě. Nejlepší bylo, jak vykreslili lidi s ‚VIP vstupenkami‘, víte, takové ty věci, které dostáváme my novináři, jako blbce, kteří si myslí, že jsou lepší než obyčejní lidé.“
Alan Sepinwall z HitFixu ve své recenzi Dobré manželky ocenil, že „zůstává věrná postavám. Děti by samozřejmě považovaly Homera za zábavného tátu v těch případech, kdy se skutečně snaží, a Marge by na to samozřejmě žárlila. A když to přežene ve snaze udržet si to jako svou výjimečnou věc, také to okamžitě pozná, cítí se provinile po celou dobu jídla a pak se vydá zachránit situaci, doplněnou skvělou poctou vyvrcholení filmu Ratatouille.“ Sepinwall také chválil epizodu za to, že je „nabitá skvělými vtipy“, jako je Heideckerova a Wareheimova hiphopová píseň a scény na videoherním kongresu, kde se obrazovka změní na střílečku z první osoby. Podobně i Haydens Childs z The A.V. Clubu chválil epizodu jako „vtipnou a dobře odpozorovanou“, udělil jí známku B+ a jako vrchol dílu uvedl hiphopovou píseň. Pochválil také Bourdaina, Bataliho a Ramsayho a uvedl, že si přál, aby Bourdain dostal v epizodě větší roli. Childs dále napsal, že „nejlepší na této epizodě je, že se nesnaží divákům nacpat do chřtánu žádné obskurní dějové mechanismy nebo momenty postavy mimo charakter. Drží se toho základního: rodinné dynamiky v kombinaci s jemným zesměšňováním stále aktuální módy. Říkám ‚stále aktuální‘, protože ačkoli je pravděpodobně pravda, že foodblogy jsou v některých městech už trochu po datu spotřeby, nemyslím si, že by byly všude přežité.“

### Ohlasy kritiků potravin
Reakce na díl ze strany potravinářských kritiků byly smíšené až pozitivní. Před odvysíláním epizody ji Robert Sietsema z The Village Voice neschválil pro její zastaralost. Poznamenal, že „tento pořad měl být natočen, řekněme, před dvěma nebo třemi lety, kdy frčely foodblogy. V současné době už mnoho našich známých foodblogerů přešlo na placené pozice a koncept foodblogu si osvojila všechna významná média, takže skutečné foodblogy – ty staromódní, kde někdo stál sám v kuchyni a vařil nebo se toulal po vnitrozemí a hledal jedinečné dobroty – jsou téměř zastaralé.“ Sietsema také kritizoval scény prezentující molekulární gastronomii, protože podle něj jsou zastaralé, protože molekulární gastronomie je „v této době už dávno za zenitem“. Chris Shott, kritik jídla blogu Young & Hungry deníku Washington City Paper, se negativně vyjádřil o postavě, která vlastní El Chemistri a je parodií na Josého Andrése. Poznamenal, že „zaprvé, postava působí mnohem umírněněji než potrhlý, divoce vyhlížející kuchař s elektrickým vrtákem, kterého jsme nedávno viděli v pořadu Conan. Zdejší satira, zahrnující dekonstruovaný salát Caesar z pěny, gelu a vzduchu, je spíše riffem na molekulární gastronomii obecně než parodií na Andrésovu přehnanou osobnost“.
Kritička jídla Katharine Shilcuttová z Houston Press kritizovala epizodu za to, že podle ní podává nepřesný obraz gurmánů jako lidí, kteří jsou „nevkusní, usmrkanci, lehce rasističtí, sběrači zážitků z jídla, které sbíráte jako vzácné drahokamy a povýšeně je držíte nad hlavami ostatních lidí“. Shilcuttová dodala, že ji rozčiluje, že podle ní je morálním ponaučením epizody to, že „vzdělaní, vášniví lidé jsou elitáři. Veškerou tvrdou práci, kterou lidé věnují tvorbě dobrého a poctivého jídla, to redukuje na vtip, a to ne zrovna vtipný. V epizodě nebyla žádná rovnováha mezi samolibými, arogantními, protivnými gurmány a těmi, kteří mají opravdový, bezelstný zájem o jídlo a všechny jeho důležité permutace v našem životě.“
Jiní kritici jídla psali o Dobré manželce pozitivně. Lesley Ballaová z blogu Squid Ink listu LA Weekly uvedla svých deset nejoblíbenějších citátů z této epizody, přičemž na první místo umístila celou hiphopovou píseň o foodies a foodblogování. Komentovala to slovy: „Díl okořenila spousta zasvěcených vtipů na účet gurmánů. Byla tedy stejně vtipná pro člověka, který není z potravinářského světa, jako pro někoho, kdo dokáže identifikovat každou kulinářskou osobnost v Margině snu? S jistotou můžeme říct, že ano; přece jenom jsou to pořád Simpsonovi. Pro gurmány je celá epizoda zcela citovatelná – jsme si jisti, že se bude v foodblogosféře objevovat ještě dlouhá léta.“. Laine Dossová, foodblogerka deníků Miami New Times a New Times Broward-Palm Beach, poznamenala, že se jí „líbil seznam nejroztomilejších vegetariánů Lízy Simpsonové, mezi nimiž byli Paul McCartney, Russell Brand a Edward Cullen“. Dossová, stejně jako Elizabeth Gunnisonová z blogu Esquire's Eat Like a Man, také pochválila hiphopovou píseň.